# Jan Galasiński
Jan Galasiński – choreograf, i nauczyciel tańca, animator życia artystycznego.

## Edukacja
Ukończył Gimnazjum im. Jana Pawła II w Suchym Lesie (obecnie: Szkoła Podstawowa nr 2 im. Jana Pawła II w Suchym Lesie). Absolwent Wydziału Wokalno-Aktorskiego poznańskiej  Akademii Muzycznej im. I. J. Paderewskiego, Podyplomowych Studiów Teorii Tańca na Uniwersytecie Muzycznym Fryderyka Chopina w Warszawie oraz dyplomant Instruktorskiego Kursu Kwalifikacyjnego, realizowanego przez Mazowieckie Centrum Kultury i Sztuki (dyplom Ministra Kultury i Dziedzictwa Narodowego).  

## Działalność artystyczna i edukacyjna
Choreograf i kierownik Zespołu Tańca Polskiego "Wronki" (wcześniej Zespołu Folklorystycznego „Marynia”), instruktor tańca w Zespole Folklorystycznym „Wielkopolanie”. Brał udział w wielu projektach artystycznych i edukacyjnych w kraju i za granicą, m.in.:
- Zatańczyć Chopina – Chopin na pointach, obcasach i piętach (2010);
- Bal 1850 (projekt realizowany w ramach stypendium Narodowego Centrum Kultury „Młoda Polska”);
- Ogólnopolski Turniej Tańców Polskich o „Wielkopolski Bat”;
- ogólnopolskie szkolenia metodyczne dla nauczycieli i instruktorów tańca – wykładowca (współpracował m.in. z Polskim Towarzystwem Carla Orffa);
- działania edukacyjno-kulturalne (przeglądy, festiwale, szkolenia i konkursy) – prezes Stowarzyszenia Sympatyków Kultury Ludowej „Otwórz się na folklor”;
- Regionalny Dziecięcy Przegląd Pieśni Ludowej „Kukułeczka” – dyrektor;
- Ogólnopolski Turniej Tańców Polskich – m.in. kształcenie i przygotowanie tancerzy ZF Wielkopolanie.

Jest członkiem Prezydium Komisji ds. Tańców Polskich oraz Komisji ds. Edukacji Polskiej Sekcji Międzynarodowej Rady Stowarzyszeń, Festiwali i Sztuki Ludowej CIOFF.
Od roku 2013 koncertuje jako aktor-śpiewak, wykonując repertuar operowy, operetkowy i musicalowy. Współpracuje z Teatrem Wielkim oraz Teatrem Muzycznym w Poznaniu.

### Teatr
- Wesele Figara Wolfganga Amadeusza Mozarta, reżyseria: Marek Weiss, Akademia Muzyczna im. Ignacego Jana Paderewskiego w Poznaniu (premiera 20 kwietnia 2013) – postać: Figaro[3],
- Hello, Dolly! Jerry'ego Hermana, reżyseria: Maria Sartowa, Teatr Muzyczny w Poznaniu (premiera 23 stycznia 2015) – postać: Barnaba Tucker.

## Sukcesy
- [4]Mistrz Polski w Tańcach Polskich w kat. VI OPEN (2017)[5];

- laureat stypendium Marszałka Województwa Wielkopolskiego w dziedzinie kultury[6];
- laureat Nagrody Specjalnej Zespołu Pieśni i Tańca „Śląsk” za najbardziej stylowe wykonanie mazura[7];
- Grand Prix I Międzynarodowego Konkursu Choreograficznego „Tańczymy w ojczystym języku”[7];
- tytuł Laureata Ogólnopolskiego Konkursu Młodych Choreografów[8] (2021).